# Hugo Droguett
Hugo Patricio Droguett Diocares (Quinta Normal, 2 settembre 1982) è un ex calciatore cileno, di ruolo centrocampista.

## Carriera

### Club
Nel 2001 debutta con l'Universidad Católica, dove gioca solo una partita.
Nel 2002 passa al Deportes Temuco e successivamente all'Universidad de Concepción.
Nel 2005 passa all'Universidad de Chile, dove segna 10 volte in 30 gare.
Nel 2006 si trasferisce in Messico, prima al Tecos de la UAG e successivamente al Club Atlético Morelia, dove aveva giocato per tre anni.
Nel 2011 Il Cruz Azul ne annuncia l'ingaggio per 2,3 milioni di euro.

### Nazionale
Con la Nazionale cilena conta 13 presenze, con una rete segnata.

## Palmarès

### Club

#### Competizioni internazionali
- SuperLiga nordamericana: 1

Morelia: 2010

## Statistiche

### Cronologia presenze e reti in nazionale
| Cronologia completa delle presenze e delle reti in nazionale ― Cile | Cronologia completa delle presenze e delle reti in nazionale ― Cile | Cronologia completa delle presenze e delle reti in nazionale ― Cile | Cronologia completa delle presenze e delle reti in nazionale ― Cile | Cronologia completa delle presenze e delle reti in nazionale ― Cile | Cronologia completa delle presenze e delle reti in nazionale ― Cile | Cronologia completa delle presenze e delle reti in nazionale ― Cile | Cronologia completa delle presenze e delle reti in nazionale ― Cile |
| Data                                                                | Città                                                               | In casa                                                             | Risultato                                                           | Ospiti                                                              | Competizione                                                        | Reti                                                                | Note                                                                |
| ------------------------------------------------------------------- | ------------------------------------------------------------------- | ------------------------------------------------------------------- | ------------------------------------------------------------------- | ------------------------------------------------------------------- | ------------------------------------------------------------------- | ------------------------------------------------------------------- | ------------------------------------------------------------------- |
| 15-11-2006                                                          | Viña del Mar                                                        | Cile                                                                | 3 – 2                                                               | Paraguay                                                            | Amichevole                                                          | -                                                                   | 85’                                                                 |
| 7-2-2007                                                            | Maracaibo                                                           | Venezuela                                                           | 0 – 1                                                               | Cile                                                                | Amichevole                                                          | -                                                                   | 81’                                                                 |
| 28-3-2007                                                           | Viña del Mar                                                        | Cile                                                                | 1 – 1                                                               | Costa Rica                                                          | Amichevole                                                          | -                                                                   | 61’                                                                 |
| 11-9-2007                                                           | Vienna                                                              | Austria                                                             | 0 – 2                                                               | Cile                                                                | Amichevole                                                          | 1                                                                   | 85’                                                                 |
| 13-10-2007                                                          | Buenos Aires                                                        | Argentina                                                           | 2 – 0                                                               | Cile                                                                | Qual. Mondiali 2010                                                 | -                                                                   | 37’                                                                 |
| 17-10-2007                                                          | Santiago del Cile                                                   | Cile                                                                | 2 – 0                                                               | Perù                                                                | Qual. Mondiali 2010                                                 | -                                                                   | 8’                                                                  |
| 18-11-2007                                                          | Montevideo                                                          | Uruguay                                                             | 2 – 2                                                               | Cile                                                                | Qual. Mondiali 2010                                                 | -                                                                   |                                                                     |
| 22-11-2007                                                          | Santiago del Cile                                                   | Cile                                                                | 0 – 3                                                               | Paraguay                                                            | Qual. Mondiali 2010                                                 | -                                                                   |                                                                     |
| 26-3-2008                                                           | Tel Aviv                                                            | Israele                                                             | 1 – 0                                                               | Cile                                                                | Amichevole                                                          | -                                                                   | 46’                                                                 |
| 4-6-2008                                                            | Rancagua                                                            | Cile                                                                | 2 – 0                                                               | Guatemala                                                           | Amichevole                                                          | -                                                                   | 46’                                                                 |
| 7-6-2008                                                            | Valparaíso                                                          | Cile                                                                | 0 – 0                                                               | Panama                                                              | Amichevole                                                          | -                                                                   | 46’                                                                 |
| 7-9-2008                                                            | Santiago del Cile                                                   | Cile                                                                | 0 – 3                                                               | Brasile                                                             | Qual. Mondiali 2010                                                 | -                                                                   | 34’                                                                 |
| 15-10-2008                                                          | Santiago del Cile                                                   | Cile                                                                | 1 – 0                                                               | Argentina                                                           | Qual. Mondiali 2010                                                 | -                                                                   | 20’                                                                 |
| Totale                                                              |                                                                     | Presenze                                                            | 13                                                                  |                                                                     | Reti                                                                | 1                                                                   |                                                                     |